# José Miguel González
 José Miguel González Rey (Torremolinos, 15 november 1979), voetbalnaam Josemi , is een gewezen Spaans profvoetballer,  die bij voorkeur in de verdediging speelt. Vanaf 2014 speelt hij voor Atlético de Kolkata in India.
Josemi startte zijn profcarrière tijdens het seizoen 1998-1999 bij de B-ploeg van Málaga CF.  Na drie seizoenen stroomde hij door naar de A-ploeg en debuteerde in het seizoen 2000/2001 voor Málaga CF in de Primera División. Hij werd een essentiële pion in de verdediging en  bleef bij de club tot 2004.
Toen werd de verdediger door Rafael Benítez voor 2 miljoen ponden naar Liverpool FC gehaald. Bij de Engelse club was Josemi samen met Xabi Alonso, Luis García en Antonio Núñez de eerste spelers van Liverpool FC's Spaanse Armada. Josemi wist echter niet volledig te overtuigen, hoewel hij met The Reds wel de UEFA Champions League (hij speelde zelf tijdens 7 wedstrijden) en de UEFA Super Cup won in 2005.
In januari 2006 keerde Josemi terug naar Spanje met zijn overstap naar Villarreal CF uit de Primera División , terwijl de Nederlander Jan Kromkamp de tegengestelde overstap maakte.  In  juli 2008 stapte hij over naar reeksgenoot RCD Mallorca.  Bij deze ploeg scoorde hij zijn eerste professionele doelpunt op 23 november 2008 bij het 2-2 gelijkspel tegen zijn voormalige ploeg uit Málaga.
Zijn tweede uitstap naar een buitenlandse competitie zette hij in augustus 2010, toen hij een driejarig contract tekende bij het Griekse Iraklis FC.  Hij voelde zich er echter niet thuis en keerde reeds na één seizoen terug naar Spanje en speelt vanaf 2010-2011 voor FC Cartagena, een ploeg uit de Segunda División A, waar hij de opvolger moest worden van Pascal Cygan.  Hij kon net als de meeste andere nieuwelingen niet overtuigen en de ploeg degradeerde op het einde van het seizoen.
Daardoor zocht hij voor het seizoen 2012-2013 andere oorden op in het buitenland.  Eerst was er lang sprake van het Engelse Cardiff City FC, een ploeg spelend op het tweede niveau, maar uiteindelijk koos hij voor de Griekse eersteklasser Levadiakos.  Hij zou er één seizoen blijven en een basisplaats afdwingen.
Het daaropvolgende seizoen 2013-2014 stapte hij over naar reeksgenoot Skoda Xanthi. In de zomer van 2014 ging hij in de Indian Super League voor Atlético de Kolkata spelen.  Daar zou hij zijn carrière beëindigen.

## Erelijst
Málaga
- UEFA Intertoto Cup: 2002

 Liverpool
- UEFA Champions League: 2004/05
- UEFA Super Cup: 2005

 Atlético Kolkata
- Indian Super League: 2014